# Angiorradiologia
A angiorradiologia é a parte da cirurgia vascular que faz o diagnóstico e o tratamento com o auxílio de aparelhos de raios X com subtração de imagem, ela é normalmente reconhecida por cateterismo. A angiorradiologia nos permite uma série de tratamentos com indicação precisa como:
Dilatações com ou sem Stent
Embolizações
Endoprotese para Aneurismas
Filtros de Cava